# 諾沃加德
諾沃加德（德语:Naugard）是波蘭的城鎮，位於該國西北部，距離首府什切青60公里，由西波美拉尼亞省負責管轄，面積12.46平方公里，海拔高度51米，2006年人口16,745。

## 外部連結
- Homepage of City（页面存档备份，存于）
- Homepage of High School no 1

53°39′N 15°07′E / 53.650°N 15.117°E